# Holiday Twist
Holiday Twist es una película de comedia navideña estadounidense de 2023 escrita y dirigida por Stephanie Garvin. Está protagonizada por Kelly Stables, Neal McDonough, Sean Astin, Caylee Cowan, James Maslow y Hugh Sheridan.

## Reparto
- Kelly Stables Como Connie
- Neal McDonough Como  Skip
- Sean Astin Como Mr. Whitmer
- Emily Tosta Como Brooke
- Brian Thomas Smith Como Boogie
- Blake Leeper Como Santa Rex
- Caylee Cowan Como Christina Christmas
- James Maslow Como Sam
- Hugh Sheridan Como George
- Sadie Stratton Como Jennifer
- Jake Miller Como Kyle
- Haley Reinhart Como Anna
- Melody Thornton Como Brenda
- Kelly Mi Li Como Amanda
- Montana Tucker Como Cheryl
- Stephanie Garvin Como Melanie Watkins
- Tess Murphy Como Stella
- Hudson Barry Como Stuart
- Callan Barry Como Henry
- Berkeley James Como Brianna
- Kellen Patino Como Brant
- Drew Fuller Como Bill Neilson
- Jeff Rector Como Vance Jordan
- Jasmine Rossi Como Jessica

## Producción
En junio de 2022, se informó que Sean Astin, Neal McDonough y Haley Reinhart se unirían al elenco en papeles secundarios y que el rodaje se llevaría a cabo en Los Ángeles.

## Estreno
Holiday Twist se estrenó en más de 500 cines en los Estados Unidos por ETM Distribution el 1 de diciembre de 2023.